# La Roque-sur-Pernes
La Roque-sur-Pernes település Franciaországban, Vaucluse megyében. Lakosainak száma 431 fő (2022. január 1.). La Roque-sur-Pernes Le Beaucet, L’Isle-sur-la-Sorgue, Pernes-les-Fontaines, Saint-Didier és Saumane-de-Vaucluse községekkel határos.

## Népesség
A település népességének változása:
| Lakosok száma | 433  | 417  | 425  | 415  | 416  | 416  | 417  | 427  | 431  |
|               | 2013 | 2015 | 2016 | 2017 | 2018 | 2019 | 2020 | 2021 | 2022 |